# ضوء حياتي (فلم)
ضوء حياتي (الإنجليزية: Light Of My Life) هو فيلم درامي أمريكي من تأليف وإخراج كيسي أفليك، ومن بطولة كيسي أفليك وآنا بينويسكي وإليزابيث موس. عُرضَ لأول مرة في مهرجان برلين السينمائي الدولي في 8 شباط/فبراير 2019 وتم إصداره في 9 آب/ أغسطس 

## القصة
يحاول الأب حماية ابنته (راغ) بإخفائها وتعريف الناس الذين يرونها بأنها ابن له وذلك بعد أن قتل مرض الطاعون معظم الإناث.
يبدأ الفيلم مصوراً شق طريقهم في الغابة وأثناء تخييمهم في منطقة من الغابة يظهر لهم رجل غريب، يثير هذا الرجل الشكوك في والد راغ فيسرع في الرحيل إلى أن يعثروا على بيت مهجور وسط الغابة فيقمون فيه عدة أيام وبعدها يطرق بعض الأشخاص الباب ويقتحمون المنزل، في هذه الأثناء يهرب الأب وابنته مكملين رحلتهم المجهولة.
يحدد الأب هدفا لترحالهم وهو أن يذهب للاستقرار في منزل جده المتوفى في السفوح النائية، بعد وصوله يرى المنزل مسكونا من بعض الرجال فيستقبلونه عدة أيام، الا أن الرجال يبدو أن لديهم مشكلة مع جماعة ما، ياتي مجموعة من الرجال ويقتلون توم وأصحابه ويتصارع معهم والد راغ، وبعد كر وفر يتمكن الأب من النجاة بمساعدة ابنته.

## الشخصيات
- كيسي أفليك بدور والد راغ
- آنا بنويسكي بدور راغ
- اليزابيث موس بدور والدة راغ
- توم باور بدور توم
- تيموثي ويبر بدور ليمي

## الإنتاج
في سبتمبر 2016 تم الإعلان أن كيسي أفليك سيكون كاتبا للفيلم وبطلاً فيه. وفي فبراير 2017 أُعلنَ أن آنا بينويسكي ستؤدي دور البطولة إلى جانب سييرا أنفينتي الذي سيتولى المبيعات الدولية.وفي آب أغسطس 2018 تم الكشف عن انضمام إليزابيث موس إلى طاقم الفيلم، أما الموسيقى التصويرية فكانت من تأليف دانيال  هارت
بدأ التصوير الرئيسي في فبراير 2017 في اوكاناغان، بريطانيا 
وفي أغسطس/ آب 2018 تم الكشف عن انضمام إليزابيث موس إلى طاقم الفيلم.

## روابط خارجية
- مقالات تستعمل روابط فنية بلا صلة مع ويكي بيانات